# Claris Connect
Claris Connect (クラリス コネクト)は、クラウドサービス (SaaS) やアプリケーションを統合して自動化するワークフローをノーコードにて作成できる、Claris International Inc. が 2020年3月5日にリリースしたサービス (iPaaS) である。

## 解説
Claris Connect は、対応するクラウドサービスやオンプレミス用ソフトウェアに対する「アプリケーション コネクタ」だけでなく、Webhooks、スケジュール実行、データ変換、データ転送や承認フローなどの様々な処理を行う「ユーティリティ」をコネクタ化して提供している。各種コネクタを Flow Step として実行順に設定していくことで自動化するワークフローを構築する。これにより、同社が提供するローコードプラットフォームである Claris FileMaker で作成したカスタム App との統合だけでなく、各種クラウドサービス同士の統合が容易に実現できる。
Claris Connectは2019年8月に同社名を FileMaker Inc. から Claris International Inc. へ変更した際に買収を発表した 伊のスタートアップ Stamplay LTD. のサービスをベースとして開発されている。
Claris Connect のコネクタはサービス提供開始以後徐々に増えており、最新のコネクタは Claris Connect ホームページにて確認ができる。日本国内向けに展開されているクラウドサービスに対応したコネクタとして、クラウドサイン（弁護士ドットコム株式会社）、Chatwork（ Chatwork 株式会社）、PostcodeJP AP（NST）、SmartHR（株式会社 SmartHR ）、駅すぱあとWebサービス（株式会社ヴァル研究所）、NAVITIME（株式会社ナビタイムジャパン）が提供されている。
また、Claris Connect は、オンプレミス環境のアプリケーションやデータベースに接続するための Claris Connect Agent も提供されている。このエージェントにより、オンプレミス環境の MySQL データベースや Claris FileMaker のカスタム App との統合も可能である。

## 沿革
- 2020年3月5日 - サービス提供開始
- 2020年5月21日 - クラウドサインおよびChatworkのコネクタをリリース[2]
- 2020年6月30日 - PostcodeJP API のコネクタをリリース
- 2020年11月4日 - SmartHRおよび駅すぱあとWebサービスのコネクタをリリース[3]
- 2021年7月26日 - メディアSMS コネクタをリリース[4]
- 2021年11月10日 - NAVITIME API 連携用コネクタをリリース [5]